# Баллантайн, Дэвидсон и Макинтайр против Канады
Баллантайн, Дэвидсон и Макинтайр против Канады (сообщения №№ 359/1989 и 385/1989) — дело, рассмотренное Комитетом ООН по правам человека в 1993 году.

## Обстоятельства дела
Заявители — англоязычные жители Квебека, два торговца и владелец похоронного бюро. Положения квебекской Хартии французского языка запрещали заявителям использовать английский язык в рекламных целях, в частности, в вывесках и в названии фирмы.

## Соображения Комитета
Комитет решил, что нарушена статья 19 МПГПП — о свободе слова, а статьи 26 (о запрете дискриминации) и 27 (о правах меньшинств) не нарушены. 
Семь членов комитета, — Ндиайе, Херндль, Веннергрен, Эватт, Андо, Бруни Челли и Димитриевич, — высказали особые мнения по разным аспектам дела.